# سیارک ۱۷۹۴۱
سیارک ۱۷۹۴۱ (به انگلیسی: 17941 Horbatt، نامگذاری:1999JW2) هفده هزار و نهصد و چهل و یکمین سیارک کشف شده‌است که در ۶ مه ۱۹۹۹ کشف شد.
قدر مطلق سیارک برابر ۱۴٫۳۰ است.